# Arita (Saga)
Arita (jap. 有田町, -chō) ist eine Stadt in der Präfektur Saga auf der Insel Kyūshū, Japan und gehört zum Landkreis Nishimatsuura. Arita ist bekannt für das dort hergestellte Arita-Porzellan und Ursprungsort der Porzellanherstellung in Japan seit 1616.

## Geografie
Arita liegt im Westen der Präfektur Saga an der Grenze zur Präfektur Nagasaki. Durch Arita fließt der Arita-kawa von Süden nach Norden, wo er bei Imari ins Meer mündet. Die höchsten Erhebungen bilden das Kunimi-Bergmassiv, dessen Gipfel mit 777 m auf Seite der Präfektur Nagasaki (Sasebo) liegt und der Berg Kurokami mit 518 m.

### Klima
Arita befindet sich in der warm-gemäßigten Klimazone. Die durchschnittliche Jahrestemperatur beträgt 14,1 °C und die mittlere jährliche Niederschlagsmenge 2765 mm.

### Angrenzende Städte und Gemeinden
- Präfektur Saga:
  - Imari im Norden
  - Takeo im Osten
- Präfektur Nagasaki:
  - Sasebo im Westen
  - Hasami im Süden

## Geschichte
Arita entstand am 1. März 2006 durch die Zusammenlegung mit der Nachbargemeinde Nishi-Arita (西有田町, -chō).
- 1889: Einführung des modernen Gemeindewesen im Zuge der Meiji-Restauration. Auf dem heutigen Gebiet Arita liegen Arita-machi und die drei Mura (Dörfer): Shin-mura (新村), Magarikawa (曲川村, -mura) und Ōyama (大山村, -mura).
- 1896: Shin-mura wird in Arita-mura (有田村, -mura) umbenannt.
- 1947: Arita-mura wird zur Machi er- und in Higashi-Arita-machi (東有田町) umbenannt.
- 1954: Arita-machi und Higashi-Arita fusionieren zu Arita-machi.
- 1955: Magarikawa und Ōyama fusionieren zum Dorf Nishi-Arita (西有田村, -mura).
- 1965: Nishi-Arita wird zur Chō Nishi-Arita (西有田町, -chō) ernannt.
- Beim Staatsbesuch von Erich Honecker in Japan 1981 wurde dem DDR-Machthaber Erich Honecker die Ehrenbürgerschaft verliehen. 1990 wurde sie wieder aberkannt.[2]
- 2006: Arita und Nishi-Arita fusionieren zu Arita.

## Wirtschaft
Wirtschaftlich bedeutsam ist vor allem die Keramik- bzw. Porzellanindustrie und die Landwirtschaft.

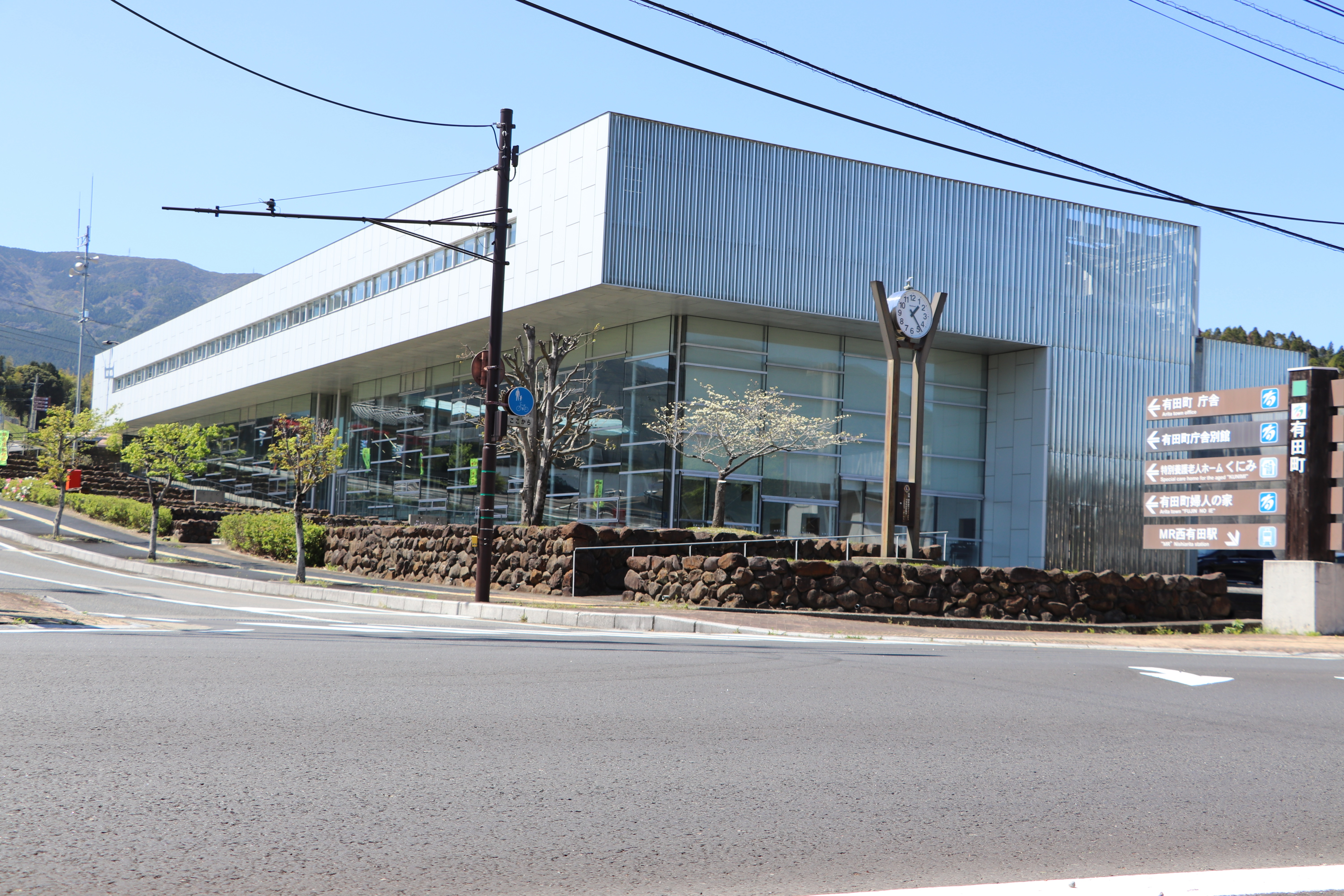
Das neue Rathaus von Arita im Westen der Stadt

## Wissenschaft und Bildung
- Schulen:
  - 4 Grundschulen
  - 2 Mittelschulen
  - Technische Oberschule Arita
- Fachschule:
  - Arita College of Ceramics (Saga Kenritsu Arita Yōgyō Daigakkō)[3]

- Forschungseinrichtung:
  - Saga Ceramics Research Laboratory (Saga-ken Yōgyō Gijutsu Sentā)[4]

## Kultur und Sehenswürdigkeiten

### Museen
In Arita gibt es eine Vielzahl von Museen, die sich hauptsächlich mit Porzellan sowie der Geschichte der Keramikindustrie beschäftigen.

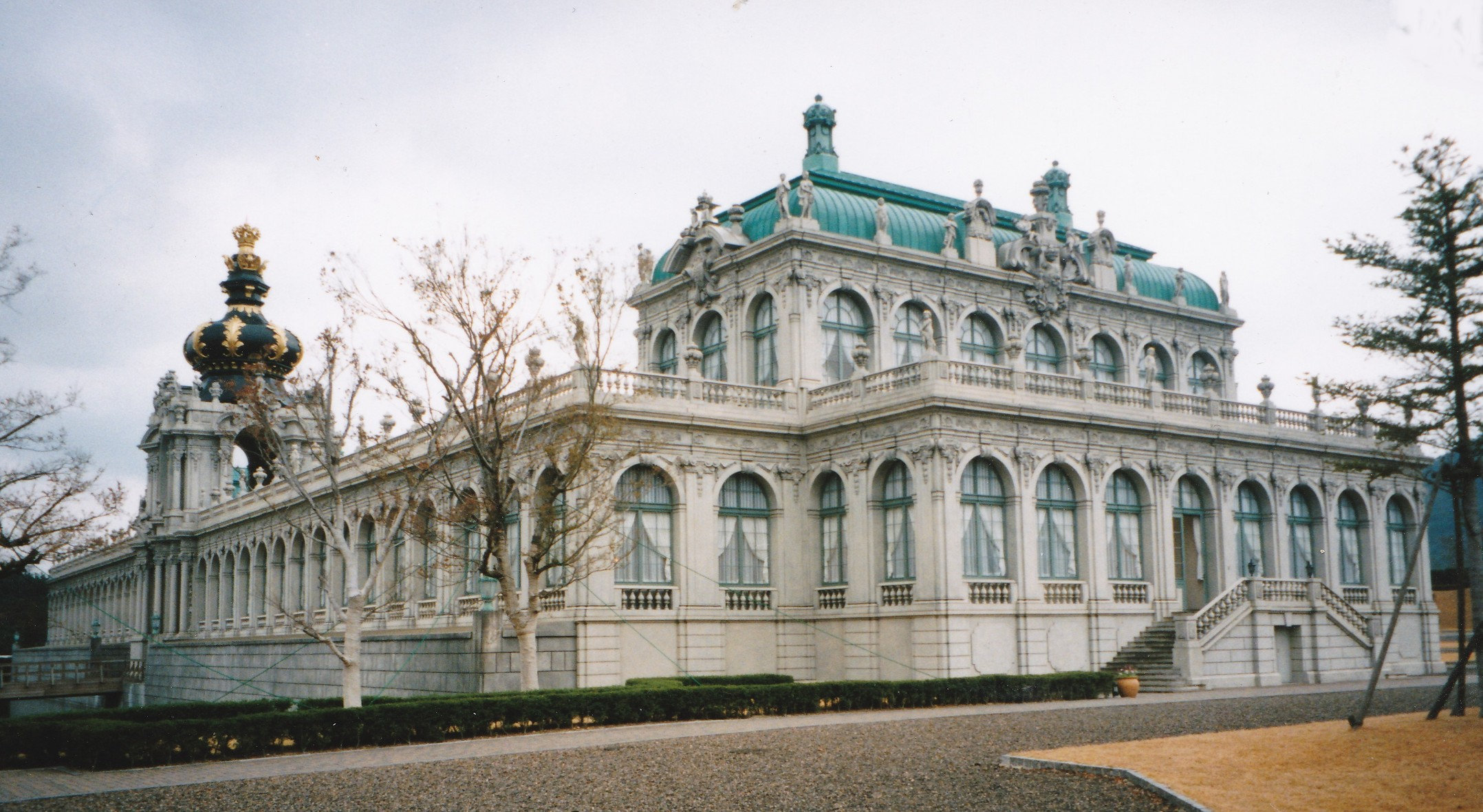
Kopie des Dresdner Zwingers in Arita

- In Arita wurde noch zu DDR-Zeiten eine verkleinerte Kopie eines Teils des Dresdner Zwingers aufgebaut, mit dem bekannten Kronentor. Das Gebäude wird als Museum für Porzellan der Bakumatsu-Zeit und Meiji-Zeit genutzt. Dort ist u. a. die 1,82 m hohe Vase zu sehen, die auf der Weltausstellung 1873 in Wien gezeigt wurde.
- Saga Kenritsu Kyūshū Tōji Bunka-kan (佐賀県立九州陶磁文化館): Das Museum für keramische Kultur Kyūshūs der Präfektur Saga ist das größte seiner Art in Südjapan und dient der Sammlung, dem Erhalt und der Ausstellung von wichtigen historischen, künstlerischen und industriellen keramischen Produkten und Materialien. Darüber hinaus wird das Museum auch als Forschungs- und Lehrstätte genutzt.
- Geschichts- und Volkskundemuseum Arita: Ausgestellt sind unter anderem historische Dokumente, alte Werkzeuge, die zur Porzellanherstellung verwendet wurden, Fragmente aus alten Brennöfen aus der 400-jährigen Geschichte der Porzellanherstellung in Arita.
- Keramik-Museum Arita: Das Museum, das in einem alten Lagerhaus für Arita-Porzellan untergebracht ist, zeigt neben Dokumenten zur Geschichte der Porzellanherstellung in Arita altes Porzellan aus der Provinz Hizen im Ko-Imari-, Kakiemon- und Nabeshima-Stil. Die Hauptattraktion ist ein Teller mit 60 cm Durchmesser in blau und weiß aus dem Ende der Edō-Zeit (1603–1868), der die Arbeiter des Sarayama-Viertels bei der Porzellanherstellung zeigt. 1982 wurde der Teller zum wichtigen Kulturgut der Präfektur Saga bestimmt.
- Arita-kan: In der Arita-kan wird in einem Puppentheater eine alte Sage aus der Gegend um Arita im Stil des Kabuki-Theaters gezeigt. Die Puppen (Karakuri ningyō) sind alle aus Porzellan gefertigt und werden durch eingebaute Elektronik bewegt. Darüber hinaus werden zu verschiedenen Anlässen Themenausstellungen gezeigt.
- Darüber hinaus besitzt fast jede größere Manufaktur eine Schauhalle bzw. Galerie.

### Sehenswürdigkeiten
- Steinbruch Izumiyama: Der Steinbruch gilt als der Geburtsort der Porzellanherstellung in Japan und wurde zu einem Nationalen Historischen Denkmal erklärt. Zu Beginn des 17. Jahrhunderts fand der koreanische Töpferer Ri San Pei dort Kaolin und stellte zum ersten Mal in Japan Porzellan her. Heutzutage lohnt sich der Abbau nicht mehr; geblieben ist eine eindrucksvolle Landschaft, ein Zeugnis der 400-jährigen Geschichte der Porzellanherstellung in Arita, in der fast der gesamte Berg abgetragen wurde.
- Tōzan-jinja (陶山神社): Der Schrein wurde um 1658 zu Ehren des Tennō Ōjin und Ri San Peis errichtet, zuerst unter dem Namen Sueyama-jinja, der Kun-Lesung des Schriftzeichen. Bald setzte sich jedoch im Volksmund die On-Lesung durch, unter der der Schrein heute bekannt ist. Eine Besonderheit und einzigartig in Japan ist die Tatsache, dass sowohl das Torii wie auch die Komainu-Wächterfiguren und die großen Wasserkrüge im Eingangsbereich aus Porzellan sind. Auf dem Gelände des Schreins befindet sich ein Steindenkmal zu Ehren Ri San Peis, das 1917 aus Anlass des 300-jährigen Jubiläum der Porzellanherstellung errichtet wurde. Jedes Jahr am 4. Mai findet dort zum Gedenken an Ri San Pei das Tōsosai (陶祖祭) statt, ein Fest zum Gedenken an den Gründer der Porzellanherstellung.
- Reisterrasse bei Take: Die Reisterrassenfelder bei Take gehören zu den 100 schönsten Reisterrassen in Japan.[5]

### Feste und Veranstaltungen

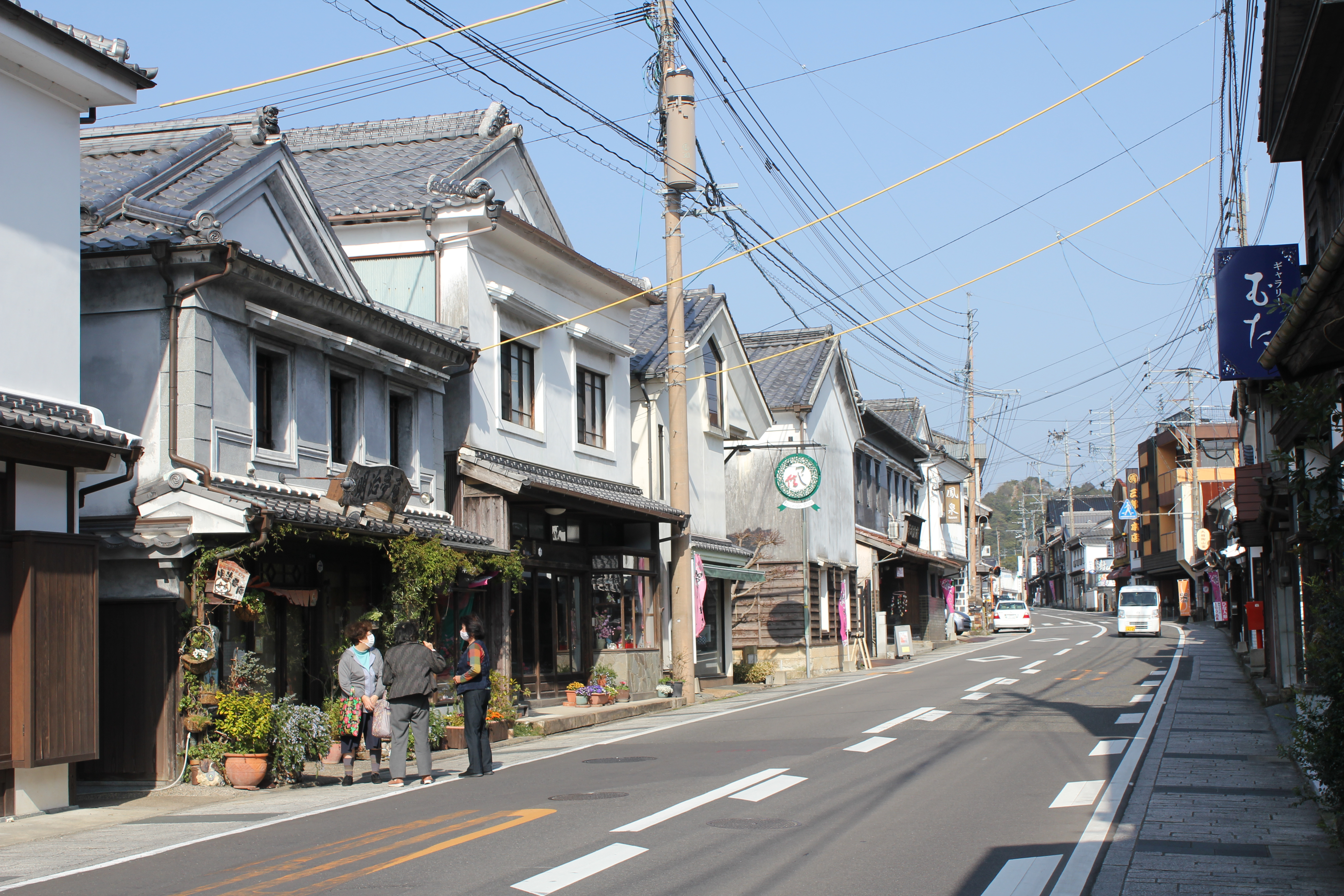
Porzellanstraße in Arita, die während der Golden Week zum Schauplatz des Arita Tōkiichi wird

- Arita-Porzellan Hina-Matsuri (4. Februar bis Mitte März): Verschiedene Manufakturen, Galerien und Geschäfte stellen aus Porzellan gefertigte Hina-Puppen aus. Eine Attraktion ist dabei das 2,70 m hohe 7-stufige Puppenset aus Porzellan.
- Arita Tōkiichi (有田陶器市) (29. April bis 5. Mai): Der Porzellan-Markt findet jedes Jahr während der Golden Week statt und ist mit durchschnittlich rund einer Million Besuchern[6] die größte Veranstaltung dieser Art in Japan. Auf einer Strecke von knapp 4 km bieten rund 700 Stände Keramikwaren an. 1896 fand der erste Porzellan-Markt statt. Auf Grund einiger Unterbrechungen (unter anderem während des Zweiten Weltkrieges) wurde 2003 das 100. Jubiläum gefeiert.
- Arita Sarayama Matsuri (有田皿山まつり) (16. und 17. Oktober): Das Arita Sarayama Matsuri ist das Herbstfest Aritas. (In Nordkyūshū werden diese Feste auch Kunchi oder mit Höflichkeitspräfix O-kunchi genannt. Berühmte Kunchi sind zum Beispiel das Nagasaki-kunchi und das Karatsu Kunchi.) Am 16. Oktober werden morgens am Tōzan-jinja Tänze aufgeführt und anschließend wird ein portabler Schrein (Mikoshi) von dort durch die Stadt getragen. Am 17. Oktober findet eine Parade entlang der Hauptstraße statt, bei der unter anderem der Tellertanz getanzt wird. Dabei werden ähnlich den Kastagnetten zwei kleine Porzellanteller in jeder Hand zu einem von der in ganz Japan bekannten Enka-Sängerin Hibari Misora (美空 ひばり) gesungenen Lied gegeneinander geschlagen. Abends werden auf dem Festplatz Tanzwettbewerbe dargeboten.

### Kulinarische Spezialitäten
Godōfu (ごどうふ), in Kanji (呉豆腐) ist ein Tofu, bei dessen Herstellung Kuzu als Gerinnungsmittel eingesetzt wird (anstelle des üblicherweise verwendeten Nigari). Gegessen wird er häufig mit einem Sesamdressing.

## Arita-Porzellan
Arita-Porzellan ist kein eingetragenes Markenzeichen, wie etwa Meißener Porzellan, daher ist eine genaue Eingrenzung des Begriffes schwierig. Hauptsächlich bezieht er sich auf in Arita hergestelltes Porzellan. Historisch schließt er jedoch auch die in der Umgebung von Arita hergestellten Porzellanwaren mit ein.

### Der Begriff Imari-Porzellan
Während der Edo-Zeit wurden die in der Provinz Hizen – vornehmlich in Arita und Umgebung – hergestellten Porzellane vom Hafen Imaris innerhalb ganz Japans unter der Bezeichnung Hizen-Porzellan verschifft. Anfang der ersten Hälfte des 17. Jahrhunderts setzte sich in den damaligen Zentren Japans Kyōto, Osaka und Edo der Name des Ausfuhrhafens Imaris durch, unter dem es hauptsächlich im Ausland bekannt ist.

### Gegenwärtige Situation
Die Zahl der Manufakturen in Arita betrug Stand 2012 etwa 100 und hatte sich innerhalb von 20 Jahren fast halbiert. Die Porzellanindustrie in Arita ist in den letzten Jahren auf Grund der schlechten Situation am Absatzmarkt und eines harten Preiswettbewerbs, insbesondere durch Billigkonkurrenz aus China, in eine tiefe Krise geraten.

### Berühmte Manufakturen und Töpfer
- Kakiemon
- Imaemon (今右衛門窯)
- Gen’emon (源右衛門窯)
- Fukagawa Seiji (深川製磁)
- Kōransha (香蘭社)
- Inoue Manji (* 1929), Lebender Nationalschatz
- Aoki Ryūzan (1926–2008) (青木龍山)
- Tsuji Seijisha (辻精磁社)

## Verkehr
- Straße
  - Autobahn: Nishi-Kyūshū-Autobahn
  - Nationalstraßen: 35, 202, 498
- Eisenbahn
  - JR Sasebo-Linie (Fukuoka – Sasebo)
  - Matsuura Tetsudō Nishi-Kyūshū-Linie (Arita – Imari – Sasebo)

## Städtepartnerschaften
Folgende internationale Partnerschaften bestehen mit Arita:
- Stadt Meißen (seit 9. Februar 1979), Schwesterstadt
- Stadt Jingdezhen (seit 28. August 1996)
- Korean Ceramics Culture Association (seit 28. August 1996)

Zumindest in den 60er Jahren bestand noch eine am 10. Juli 1958 eingegangene Städtepartnerschaft mit dem kalifornischen Alameda, das auch heute noch Arita als Schwesterstadt führt.

## Persönlichkeiten
- Genjiro Yeto (1867–1924), japanisch-amerikanischer Maler und Illustrator